# Пираллахи (посёлок)
Пираллахы (азерб.  Pirallahı) — посёлок городского типа в Азербайджане. Входит в состав Пираллахинского района Баку. Расположен на острове Пираллахи, который соединён мостом с Апшеронским полуостровом. Площадь 17,56 км².
Пираллахи дословно означает «святыня Аллаха», от слова пир — святыня/святое место. В древности на острове находилось место поклонения и паломничества, но точных данных о принадлежности к какой религии, нет. По одной версии это была святыня зороастрийцев, а по другим — мусульман. В 1936 году остров и посёлок переименованы в Артём-Остров в честь революционера Артёма. 5.10.1999 года возвращено нынешнее название. В начале 1950-х годов постройкой дамбы остров был связан с материком и тем самым преобразовался из острова в полуостров. В 2016 году на месте дамбы был построен автомобильный мост, под которым могут проходить суда.
В 1968 году население поселка Артём-Остров достигло 14,4 тыс. человек. Население острова составляет 17 281 человек (2020),
На острове ведётся добыча нефти и газа, расположен рыболовецкий порт. До начала 2010-х годов имелось движение электропоездов от Баку; при перестройке дамбы в автомобильный мост участок Зиря — Пираллахы был ликвидирован.